# Lamelouze
Lamelouze – miejscowość i gmina we Francji, w regionie Oksytania, w departamencie Gard.
Według danych na rok 1990 gminę zamieszkiwało 79 osób, a gęstość zaludnienia wynosiła 9 osób/km² (wśród 1545 gmin Langwedocji-Roussillon Lamelouze plasuje się na 822. miejscu pod względem liczby ludności, natomiast pod względem powierzchni na miejscu 814.).